# 佐藤誠太
佐藤 誠太（さとう せいた、1985年6月20日 - ）は、NHKのアナウンサー。

## 人物
- 秋田県平鹿郡十文字町（現・横手市）出身。
- 秋田県立横手高等学校、東京大学法学部[1]卒業後、2009年4月入局[2]。
- 中学校時代は野球に打ち込んでいた[3]。
- 趣味は『乃木坂46のライブ映像を観ること』とプロフィールに記載してある。NHK-FM「今日は一日”乃木坂”三昧」のMCを担当したことがあり、当日、本来は正午ニュースのキャスターの担当であったが、合原明子が代行した。
- プロフィールには記載されていないが、鉄道にも興味があり、本人がNHK長崎放送局の公式サイトで発表した。
- 2022年4月に6年ぶりにNHK長崎放送局、2023年7月より出身地のNHK秋田放送局へ異動。

## 現在の担当番組
- 秋田県のニュース
- ニュースこまち845（不定期）
- おはよう秋田（不定期）
- きんよる秋田（編集責任者）
- ニュースこまち（編集責任者、山中翔太・西尾文花のキャスター代行など）
- コンテンツセンターアナウンスグループ統括
- 秋田放送局制作番組の編集責任者
- 緊急報道（秋田発）

## 過去の担当番組

### 静岡放送局時代（2009年度 - 2013年度）
- 静岡県のニュース・中継・リポート
- 土曜スタジオパーク（2009年5月23日） - 新人お披露目
- 2011年3月の東北地方太平洋沖地震では、福島放送局に応援で派遣され、災害情報を中心にローカルニュースを担当した。
- たっぷり静岡（2013年4月1日 - 2014年3月28日） - キャスター

### 長崎放送局時代 （1度目） （2014年度 - 2015年度）
- イブニング長崎（2014年3月31日 - 2016年3月25日）- キャスター
- 長崎県のニュース・中継・リポート
- ニュース845長崎

### 東京アナウンス室時代（2016年度 - 2021年度）
- 首都圏ネットワーク　リポーター・ニュースリーダー（2016年4月7日 - 10月17日）
- 首都圏ニュース845（2016年8月3日）
- 2016年8月の平成28年台風第10号では、盛岡放送局に応援で派遣され、災害情報を中心にローカルニュースを担当した。
- ニュースウオッチ9 ニュースリーダー（2016年10月18日 - 10月21日）森田洋平の代理
- ニュースチェック11 ニュースリーダー（2016年10月18日 - 10月21日）森田洋平の代理
- ニュース・気象情報・リポート（主に関東甲信越ローカル）
- 国際報道（NHK BS1・2016年10月24日 - 2017年3月31日） - キャスター
- NHKニュースおはよう日本
  - キャスター：4:30 - 6:00（2017年4月17日 - 2019年3月29日）
    - 2017年度は田所拓也、森田洋平と
    - 2018年度は佐藤克樹、岩野吉樹との1週間ごとのローテーション

  - リポーター（2019年6月3日 - 2020年3月19日）「まちかど情報室」等担当
- NHKニュース7
  - 赤松俊理の代理ニュースリーダー（2018年5月19日、20日、8月4日、5日、11日、12日、18日、19日、25日、26日、9月1日、2日、8日、9日、29日）
  - 井上裕貴のサブキャスター代理キャスター（2019年7月27日、28日、2021年3月11日）
  - 青井実の夏休み代理で井上裕貴がメインキャスターを務める代理サブキャスター（8月31日、9月1日、7日、8日）
- ニュース645（不定期）
- ニュース・気象情報（不定期）
- 第25回参議院議員通常選挙開票速報（キャスター・2019年7月21日）
- 週刊まるわかりニュース  編集部員（伊藤海彦の代理リポーター）（2019年11月23日）
- 第49回衆議院議員総選挙開票速報（キャスター・2021年10月31日）[4]
- 正午ニュース（キャスター[5]:2020年4月4日 - 2022年3月27日） 
  - 午後1時、午後3時、午後6時の定時ニュース、関東地方ローカル枠〔12:10 - 12:15〕も兼務
  - 赤松俊理の代理キャスター（2018年8月4日、5日、11日、12日、18日、19日、25日、26日、9月1日、2日、8日、9日、29日、2019年5月25日、26日、8月3日、4日、8月10日、11日、12日、17日、18日、11月30日、12月1日）
  - 三條雅幸の代理キャスター（2019年8月19日 - 23日、11月28日、29日、12月2日、2020年8月11日 - 14日、17日 - 21日、24日、26日 - 28日、2022年2月1日 - 4日、21日、22日、3月16日、17日、22日、23日）
- 国会中継
  - 第201回国会（2020年4月以降） ～ 第208回国会（2022年3月まで）
- 今日は一日“乃木坂46”三昧 （2021年1月11日・NHK-FM） - MC

### 長崎放送局時代（2度目）（2022年度 - 2023年6月）
- イブ長チャレンジ（2022年度） - 日曜キャスター
- NHKプロ野球 ソフトバンク対ロッテ（長崎ビッグNスタジアム、2022年4月12日・BS1） - ご当地レポート
- イブニング長崎
  - 木花牧雄の代理キャスター（2022年4月18日 - 22日、4月25日 - 28日、5月6日、9月9日、12日、14日、10月18日 - 19日、11月29日、12月6日、2023年3月20日、23日、29日 - 30日）
- ニシノハテ革命!（司会）（2022年5月20日、2023年1月13日、3月17日）
- 九州沖縄のニュース（平日15時台ブロック枠）（2022年9月28日・応援派遣要員） - 福岡局より
- ニュース845福岡（2022年9月28日・応援派遣要員） - 福岡局より
- はっけんラジオ - 福岡局より
  - 「健康講座・省エネが原因？増加する新型の秋バテ！」（2022年9月28日）
- ラジオニュース（九州沖縄、R1・FM）の泊まり勤務担当（2022年9月29日 - 9月30日・応援派遣要員）[注釈 1]
- 西日本の旅（ナレーション）（2023年3月4日）
- 統一地方選挙2023長崎 開票速報（キャスター：2023年4月9日、23日）
- ぎゅっと!長崎
  - 木花牧雄の代理キャスター（2023年6月23日）
- 長崎県のニュース・中継・リポート
- 帰ってきた!ながさき跳町発市（イブニング長崎→ぎゅっと!長崎内）
- ぎゅぎゅっと!長崎（主に日曜）
- ニュース845長崎（不定期）

### 秋田放送局時代（2023年7月 - ）
- ゆく鉄くる鉄 鉄道ラブラブアナウンサー大集合! 鉄道ニュース列島リレー号（2023年12月29日）
- ニュースウオッチ9（代理ナレーション、ニュースリーダー：2025年8月18日 - 22日）[6][7]
- ニュース・気象情報（午後11時40分）（2025年8月18日 - 22日）

## 同期のNHKアナウンサー
- 池田伸子
- 伊藤海彦
- 牛田茉友（退職）
- 角谷直也
- 勝呂恭佑
- 合原明子
- 酒匂飛翔
- 佐々木彩
- 鈴木遥
- 八田知大
- 廣瀬雄大
- 深川仁志
- 深澤健太